# Catingueira
Catingueira est une ville brésilienne de l'ouest de l'État de la Paraíba.
Sa population était estimée à 4 849 habitants en 2007. La municipalité s'étend sur 529 km2.